# Tesoros
Tesoros es un álbum recopilatorio de José José, publicado en 1997 como parte de dos recopilatorios, que lanzaría con motivo de sus 35 años de trayectoria artística.
El álbum incluye grabaciones sobrantes que fungieron como Lados B, en varios EP o Sencillos, en épocas donde el intérprete grababa 15 canciones y solo se publicaban 10 o 12 en los álbumes que salían finalmente al mercado.

## Lista de canciones[1][2]
1. «Libre como antes» - 3:46 (José de Jesús Muñoz López) (Grabado en 1979 en las sesiones del álbum Si me dejas ahora)
2. «A un amigo» - 4:24 (José Sosa/Leopoldo Gaytán Portillo) (Grabado en 1979 en las sesiones del álbum Si me dejas ahora)
3. «Mi testamento» - 3:23 (José de Jesús López Muñoz) (Grabado en 1980 en las sesiones del álbum Amor, amor)
4. «No dudes más» - 3:38 (José Antonio Farias) (Grabado en 1981 en las sesiones del álbum Gracias)
5. «Hoy te esperaré» (Hoy me esperarás) - 3:45 (Armando Manzanero) (Grabado en 1979 en las sesiones del álbum Si me dejas ahora)
6. «Aun estoy de pie» - 4:01 (José María Napoleón) (Grabado en 1980 en las sesiones del álbum Amor, amor)
7. «Vuelvo a sentir» - 2:38 (Guillermo Ruiz) (Grabado en 1979 en las sesiones del álbum Si me dejas ahora)
8. «El más feliz del mundo» - 4:26 (Manuel Alejandro) (Grabado en 1981 en las sesiones del álbum Gracias)
9. «Mientes» - 3:44 (Rafael Pérez Botija/María Enriqueta Ramos) (Grabado en 1982 en las sesiones del álbum Mi Vida)
10. «Madrecita» - 3:49 (Oswaldo Farrés) (Grabado en 1980 en las sesiones del álbum Amor, amor)
11. «Caminante» - 3:19 (Lázaro Muñiz/Armando Martínez) (Grabado en 1978 en las sesiones del álbum Lo pasado, pasado)
12. «He sido» - 2:22 (Mario Patrón) (Publicado en el álbum Si me dejas ahora de 1979)

## Personal[1][2]
- José José - Voz; Realización original en pistas 1, 2, 3, 4, 5, 6, 7, 8, 9, 10 y 12.
- Rafael Pérez Botija - Realización original en pistas 4, 8, 9.
- Tom Parker - Realización original en pista 11.
- Jesús Gluck - Arreglos en pista 11.
- Mario Patrón - Arreglos en pista 12.
- Román Martínez - Arte
- RomanTimesDiseño - Diseño